# Hammarby IF BF
Pour les autres sections du club omnisports, voir Hammarby IF.

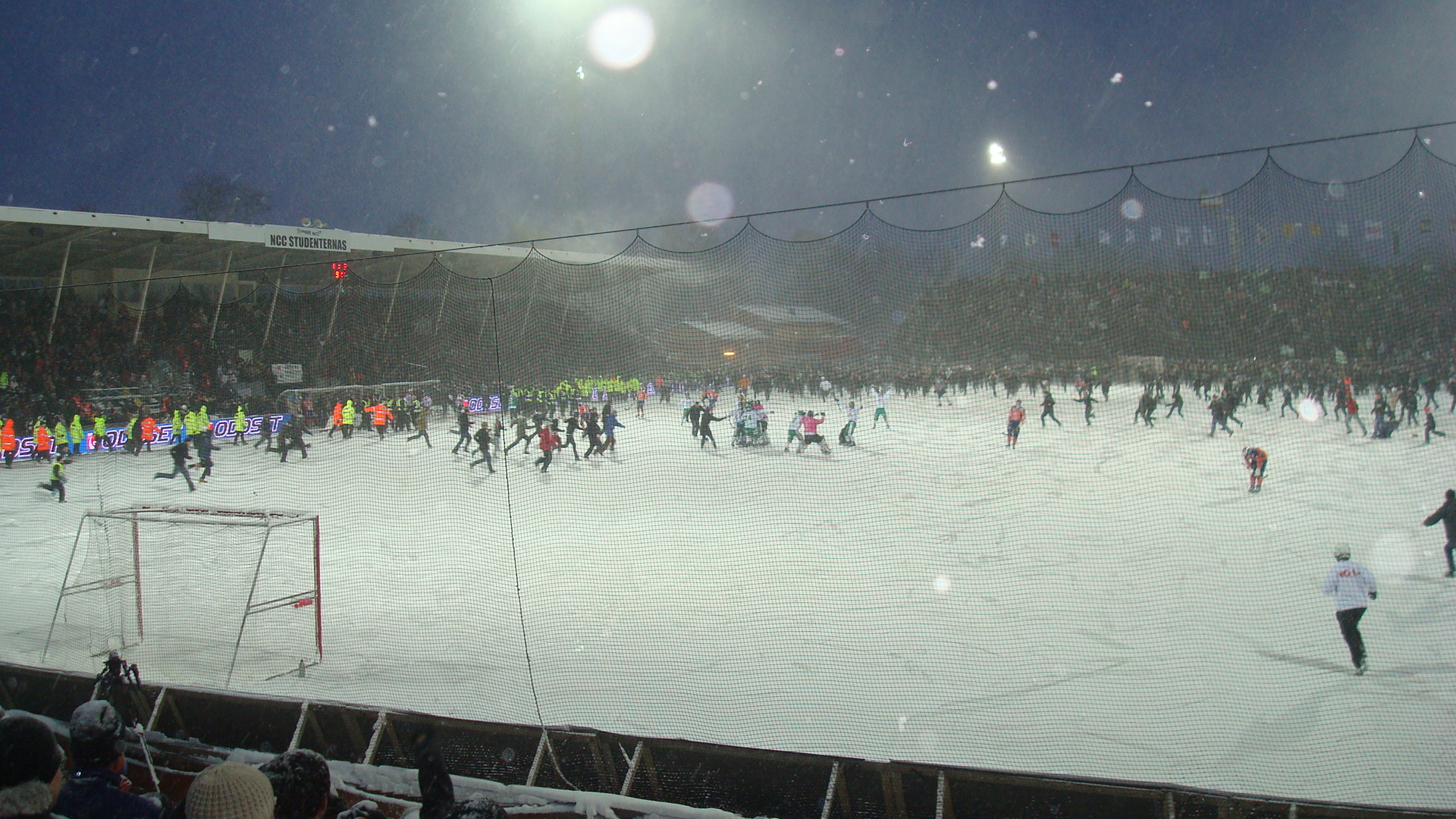
Les supporters de Hammarby IF BF prennent d'assaut le terrain juste après le coup de sifflet final.

Hammarby IF BF est un club de bandy basé à Stockholm en Suède et formé 1905.

## Palmarès
- Championnat de Suède de bandy masculin (3)
  - Champion : 2010, 2013[1]